# Evansolidia bispinosa
Evansolidia bispinosa är en insektsart som beskrevs av Nielson 1982. Evansolidia bispinosa ingår i släktet Evansolidia och familjen dvärgstritar. Inga underarter finns listade i Catalogue of Life.